# 火炎びんの使用等の処罰に関する法律
火炎びんの使用等の処罰に関する法律（かえんびんのしようとうのしょばつにかんするほうりつ、昭和47年法律第17号）は、火炎びんの使用、製造、所持する行為を処罰する（1 - 3条）ことに関する日本の法律で、刑法に対する特別法である。
国外犯も処罰される（4条）。特別刑法の一つ。

## 概要
戦後日本においては暴動で火炎瓶の使用が行われるようになったが、爆発物取締罰則では、1956年（昭和31年）6月27日の最高裁判所判決において「火炎瓶は爆発物に含めない。よって規制の対象ではない」と判示され、火炎瓶そのものを取り締まることができなかった。そのため、火炎びんの使用等の処罰に関する法律が議員立法によって制定され、火炎瓶を製造・保管・運搬・所持・使用した者は罰せられることとなった。
法律では「ガラスびんその他の容器にガソリン、灯油その他引火しやすい物質を入れ、その物質が流出し、または飛散した場合にこれを燃焼させるための発火装置又は点火装置を施した物で、人の生命、身体または財産に害を加えるのに使用されるもの」を火炎瓶と定義（1条）し、製造や所持に関しては3年以下の拘禁刑または10万円以下の罰金を、使用（他者の財産・身体に危険を及ぼした場合）に関しては7年以下の拘禁刑を科す。
本法施行前である1972年（昭和47年）1月1日から5月13日までの火炎びんの使用は372本あったが、施行直後同年5月14日から12月31日までの期間は34本に減少し、これを警察庁は1973年（昭和48年）の警察白書において「本法制定による一定の効果」としている。